# Drugera pallidiflava
Drugera pallidiflava är en fjärilsart som beskrevs av Rothschild 1917. Drugera pallidiflava ingår i släktet Drugera och familjen tandspinnare. Inga underarter finns listade i Catalogue of Life.